# Tabela de partição
Uma partição é um subconjunto de tamanho fixo de uma unidade de disco que é tratada como uma unidade pelo sistema operacional. Uma tabela de partição é uma tabela mantida no disco pelo sistema operacional que descreve as partições daquele disco. Os termos tabela de partição e mapa de partição estão mais comumente associados com a tabela de partição MBR de um Master Boot Record (MBR) em computadores compatíveis com o IBM PC, mas podem ser usados genericamente para se referir a outros "formatos" que dividem uma unidade de disco em partições, como: Tabela de Partição GUID (GPT), Apple partition map (APM) ou BSD disklabel.
As partições podem ser criadas, redimensionadas ou removidas. Isto é chamado de particionamento de disco. É normalmente feito durante a instalação de um sistema operacional, entretanto às vezes é possível realizar mudanças nas partições mesmo após o sistema operacional ter sido instalado.